# Distretto di Bieszczady
Il distretto di Bieszczady (in polacco powiat bieszczadzki) è un distretto polacco appartenente al voivodato della Precarpazia, all'estremo sud-est della Polonia, al confine con l'Ucraina. Prende il suo nome dalla catena montuosa dei Bieszczady. Il distretto è stato creato il 1º gennaio 1999, come risultato dell'Atto di Riorganizzazione del Governo Locale del 1998. Nel 2002 la parte occidentale del distretto fu staccata a formare il distretto di Lesko. L'unica città nel distretto è ora Ustrzyki Dolne, sede del distretto, che si trova a 80 chilometri a sud-est della capitale del Voivodato Rzeszòw.
Il distretto copre un'area di 1.138, 17 km². Nel 2006 la sua popolazione è di 22.213 abitanti, di cui la popolazione di Ustrzyki Dolne è di 9.478 abitanti e la popolazione rurale è di 12.735 abitanti. La sua densità media di popolazione è di 19,5 ab/Km² lo rende il distretto meno popolato della Polonia.
Il distretto incluse gran parte del Parco Nazionale Bieszczady, e della parte polacca della Riserva di Biosfera UNESCO dei Carpazi orientali.

## Distretti vicini
Il distretto di Bieszcady è confinato dal distretto di Lesko a ovest e dal distretto di Przemyśl a nord. Confina a sud e a est con l'Ucraina.

## Geografia antropica

### Suddivisioni amministrative
Il distretto comprende 3 comuni.
- Comuni urbano-rurali: Ustrzyki Dolne
- Comuni rurali: Czarna, Lutowiska